# Bulbophyllum xantanthum
Bulbophyllum xantanthum là một loài phong lan thuộc chi Bulbophyllum.